# غيران نداو
غوراني نداو (بالفرنسية: Guirane N'Daw)، من مواليد 24 ابريل 1984 في ريفيسك في السنغال، لاعب كرة قدم سنغالي.
بدأ مسيرته الكروية مع نادي سوشو الفرنسي في عام 2002، وهو يلعب معهم حتى الآن.
بدأ مسيرته الكروية مع منتخب السنغال لكرة القدم في عام 2005.

## روابط خارجية
- غيران نداو على موقع الاتحاد الدولي (مؤرشف)  (الإنجليزية)
- غيران نداو على موقع رابطة كرة القدم الفرنسية للمحترفين (الإنجليزية)
- غيران نداو على موقع قاعدة بيانات كرة القدم.إي يو (الإنجليزية)
- غيران نداو على موقع ليكيب (الفرنسية)
- غيران نداو على موقع ناشيونال فوتبول تيمز (الإنجليزية)
- غيران نداو على موقع Soccerbase.com (لاعب) (الإنجليزية)
- غيران نداو على موقع Soccerway.com (الإنجليزية)
- غيران نداو على موقع عالم كرة القدم.نت (الإنجليزية)
- غيران نداو على موقع AS.com (الإسبانية)